# Syrische kanarie
De Syrische kanarie (Serinus syriacus) is een zangvogel uit de familie van vinkachtigen (Fringillidae).

## Verspreiding en leefgebied
Deze soort komt voor van Syrië en Irak tot Egypte.